# من تو را می‌خواهم (فیلم ۱۹۹۸)
من تو را می‌خواهم (به انگلیسی: I Want You) فیلمی محصول سال ۱۹۹۷ و به کارگردانی مایکل وینترباتم است. در این فیلم بازیگرانی همچون ریچل وایس، آلساندرو نیوولا، لابینا میتوسکا، بن دنیلز و کارمن اجوگو ایفای نقش کرده‌اند.